# These Things Happens Too
These Things Happen Too è il sesto album in studio del rapper statunitense G-Eazy, pubblicato nel 2021.

## Tracce

### Edizione Standard
1. These Things Happen Too – 3:25
2. When You're Gone (featuring Lil Wayne) – 3:57
3. Instructions (featuring YG) – 3:11
4. Christoph's Interlude – 0:50
5. Wanna Be Myself – 4:36
6. Everything is Everything (featuring Goody Grace) – 4:04
7. Origami – 2:37
8. Solar Eclipse – 2:08
9. I, Me & Myself – 3:29
10. Now & Later (featuring E-40, DaBoii & ShooterGang Kony) – 2:46
11. Speed – 2:46
12. Breakdown (featuring Demi Lovato) – 2:46
13. Faithful (featuring Marc E. Bassy) – 4:26
14. Wicked Game (featuring Devon Baldwin) – 4:17
15. Bad Bad News! – 2:51
16. No More (featuring Ty Dolla Sign) – 2:50
17. Running Wild (Tumblr Girls 2) (featuring Kossisko) – 3:52
18. Time (featuring Matt Shultz) – 4:37
19. Gerald (featuring Anthony Hamilton) – 4:40

### Edizione Deluxe
1. The Announcement (Sex Drugs & Rock and Roll) – 3:28
2. I Might (featuring Tay Keith) – 2:34
3. At Will (featuring EST Gee) – 2:50
4. Still Be Friends (featuring Tory Lanez & Tyga) – 3:31
5. Provide (featuring Chris Brown & Mark Morrison) – 3:06
6. Moana (with Jack Harlow) – 2:58
7. Hate the Way (featuring Blackbear) – 3:34
8. Scars (featuring Ant Clemons) – 5:28
9. Get Left, Get Right (featuring Anjelika Jelly Joseph) – 2:48
10. Life Is War – 5:12